# Knema stylosa
Knema stylosa är en tvåhjärtbladig växtart som först beskrevs av De Wilde, och fick sitt nu gällande namn av W.J.J.O. de Wilde. Knema stylosa ingår i släktet Knema och familjen Myristicaceae. Inga underarter finns listade i Catalogue of Life.